# Vinko Robljek
Vinko Robljek, slovenski inženir rudarstva,  * 11. februar 1912, Podkraj, Ajdovščina, † 7. november 1988, Ljubljana.

## Življenje in delo
Ljudsko šolo in gimnazijo je obiskoval v Kranju, kamor se je družina preselila po prvi svetovni vojni. Maturiral je 1930 in se vpisal na oddelek za rudarstvo na Tehniški fakulteti v Ljubljani, kjer je leta 1936 tudi diplomiral. Po odsluženem vojaškem roku se je zaposlil kot pomočnik upravnika rudnika Tresibaba-Podvis pri Knjaževcu. Od leta 1939 do konca vojne je bil tu upravnik rudnika, po osvoboditvi pa je bil premeščen v Kostolac kjer je postal tehnični direktor rudnika lignita, ki je dobavljal gorivo za beograjsko termoelektrarno (TE Beograd, moč 28 MW, leto izgradnje 1932). Na samem rudniku je poskrbel za dokončanje že med okupacijo od Nemcev predvidene termoelektrarne (TE Kostolac Mali, moč 8 MW, 1948 in TE Kostolac Veliki, moč 41 MW, 1949) 7. avgusta 1962 je bil imenovan za tehničnega direktorja premogovnika v Banovičih, ki je pod njegovim vodstvom postal največji rudnik rjavega premoga v Socialistični federativni republiki Jugoslaviji. Povabljen je bil in dobil mesto profesorja za predmet Metode površinske eksploatacije na Rudarski fakulteti v Tuzli. Do upokojitve leta 1977 je bil predstojnik univerzitetne katedre za pripravo mineralnih surovin. Napisal je obširno delo Površinska eksploatacija mineralnih sirovina (Inštitut za rudarstvo, hemijsko-tehnološka istraživanja sirovina, Tuzla 1970), prvo tovrstno delo v srbohrvaščini. Za svoje zasluge je prejel več državnih odlikovanj ter strokovnih odličij in priznanj.

## Odlikovanja
- red dela z rdečo zastavo
- red dela z zlatim vencem